# Black Adam (Film)
Black Adam ist eine Verfilmung der Figur Black Adam von DC Comics mit Dwayne Johnson in der Hauptrolle. Er ist der elfte Film im DC Extended Universe angesiedelte Film und kam am 21. Oktober 2022 in die US-amerikanischen Kinos. In Deutschland erschien er einen Tag früher.

## Handlung
Nach fast 5000 Jahren in Gefangenschaft wird der einstige Sklave Teth-Adam, der seine Kräfte einst durch den Zauberer Shazam erhielt, in der Stadt Kahndaq unabsichtlich befreit. Auslöser ist die Universitätsprofessorin Adrianna Tomaz, die mit ihrer Familie und zwei Kollegen nach der Krone von Sabbac sucht, einem antiken Artefakt, das dem Träger enorme Kräfte verleiht, und die Inschrift schließlich entziffern kann. Dabei werden sie von der Gruppe Intergang überfallen, doch der wiedererwachte Teth-Adam schaltet deren Mitglieder nacheinander aus.
Letzteren als Gefahr betrachtend entsendet Amanda Waller die Justice Society of America, bestehend aus Hawkman, Atom Smasher, Cyclone und Doctor Fate, welche Teth-Adam unter Kontrolle bringen und inhaftieren sollen. Vor Ort entpuppt sich jedoch Adriannas Kollege Ishmael Gregor sowohl als geheimer Anführer von Intergang als auch als ein Nachfahre von König Ahk-ton, der einst über Kahndaq herrschte und für den Tod von Teth-Adams Familie verantwortlich war. Da nun Adriannas Sohn Amon die Krone von Sabbac mit sich trägt und gejagt wird, schlägt Ishmael einen Austausch vor. Doch als dieser nicht wie geplant abläuft, geraten die Kräfte des einstigen Sklaven außer Kontrolle, wobei Ishmael getötet und Amon verletzt wird.
Von Schuldgefühlen geplagt ergibt sich Teth-Adam der Justice Society und wird in ein von Waller geheim gehaltenes Versteck der Taskforce X gebracht. Parallel hat Doctor Fate, der die Fähigkeit besitzt, Geschehnisse aus der Zukunft zu empfangen, eine Vision, in der Hawkman getötet wird. Bei ihrer Rückkehr nach Kahndaq erkennt die Gruppe, dass Ishmael sich absichtlich hat töten lassen, um nun als Champion von Sabbac wiedergeboren zu werden und seinen Platz als Herrscher wieder einzunehmen. Als er Helfer beschwört, die die Stadt angreifen, stellen sich Adrianna und ihre Familie gegen diese und assistieren bei der Evakuierung aus der Stadt.
Während die Justice Society sich auf den Kampf gegen Sabbac vorbereitet, beschließt Doctor Fate, sein Leben im Austausch gegen Hawkmans Leben zu opfern, und erzeugt ein magisches Kraftfeld, wodurch er Sabbac allein gegenübersteht und die anderen am Eingreifen gehindert werden. Ehe er von seinem Gegner getötet wird, gelingt es ihm, über eine Astralprojektion Teth-Adam aus seiner Gefangenschaft zu befreien. Durch das nun aufgelöste Kraftfeld beteiligen sich die anderen Mitglieder am Kampf, doch bevor sie besiegt werden, erreicht Teth-Adam den Ort des Geschehens und bezwingt den Dämon mit Hawkmans Hilfe. Nach dem Kampf akzeptieren Kahndaq wie auch die Justice Society Teth-Adam als Beschützer der Stadt, wobei er nun den Namen Black Adam annimmt.
In einer Mid-Credit-Szene erhält Black Adam eine Botschaft von Waller, die ihn davor warnt, Kahndaq zu verlassen, da sie Hilfe von einem anderen Planeten habe. Als er die von Waller gesendeten Drohnen zerstört, tritt Superman aus dem erzeugten Nebel heraus und schlägt Black Adam ein Gespräch vor.

## Produktion
Im Jahr 2014 wurde Dwayne Johnson für eine Figur im Film Shazam! bestätigt. In dem Film, der 2019 erschien, war er jedoch nicht zu sehen, da Johnson eine Hauptrolle für sich forderte.
2017 bestätigte Warner Bros., dass Dwayne Johnson in seiner Rolle als Black Adam eine eigenständige Verfilmung erhalten werde. Am 14. November 2019 kündigte Johnson auf Instagram die Veröffentlichung für den 22. Dezember 2021 an. Dabei solle der Film die Ursprungsgeschichte von Black Adam erzählen. Johnson bestätigte auch, dass die Justice Society of America, darunter Hawkman, Doctor Fate und Cyclone sowie Atom Smasher, in der Verfilmung einen Auftritt haben werde. Im Juli 2020 schloss sich Noah Centineo der Besetzung an, im September desselben Jahres Aldis Hodge, im Dezember 2020 Quintessa Swindell, im Februar 2021 Marwan Kenzari, im darauffolgenden Monat Pierce Brosnan und im April 2021 James Cusati-Moyer, Mohammed Amer sowie Uli Latukefu. Des Weiteren spielt Sarah Shahi die Universitätsprofessorin und Freiheitskämpferin Adrianna Tomaz, während der Nachwuchsdarsteller Bodhi Sabongui als ihr Sohn Amon zu sehen ist. Zudem haben weitere Darsteller aus dem DCEU einen Auftritt, so treten erneut Viola Davis, Jennifer Holland und Djimon Hounsou in ihren entsprechenden Rollen auf, wobei Henry Cavill in der Mid-Credit-Szene im Rahmen eines kurzen Cameo-Auftritts als Superman zurückkehrt. Außerdem ist Henry Winkler in einem weiteren Cameo als Albert Rothsteins Onkel Al Pratt zu sehen.
Die Dreharbeiten begannen im April 2021 in Atlanta.
Ein erster Trailer wurde im April 2022 auf der CinemaCon vorgestellt. Nachdem der Veröffentlichungstermin für 2021 im Zuge der COVID-19-Pandemie nicht gehalten werden konnte, wurde der Film zunächst auf unbestimmte Zeit verschoben. Als neuer US-Starttermin wurde zunächst der 29. Juli und später der 21. Oktober 2022 bekanntgegeben.

## Synchronisation
Die deutschsprachige Synchronfassung entstand bei Interopa Film in Berlin nach einem Dialogbuch von Klaus Bickert und unter der Dialogregie von Stefan Fredrich.
| Rolle                             | Darsteller         | Synchronsprecher  |
| --------------------------------- | ------------------ | ----------------- |
| Teth-Adam / Black Adam            | Dwayne Johnson     | Ingo Albrecht     |
| Kent Nelson / Doctor Fate         | Pierce Brosnan     | Frank Glaubrecht  |
| Carter Hall / Hawkman             | Aldis Hodge        | Torben Liebrecht  |
| Albert Rothstein / Atom Smasher   | Noah Centineo      | Julian Tennstedt  |
| Maxine Hunkel / Cyclone           | Quintessa Swindell | Olivia Büschken   |
| Ishmael Gregor / Sabbac / Ahk-ton | Marwan Kenzari     | Bastian Sierich   |
| Adrianna Tomaz                    | Sarah Shahi        | Alexandra Wilcke  |
| Amon Tomaz                        | Bodhi Sabongui     | Joshua Waga       |
| Karim Tomaz                       | Mohammed Amer      | Daniel Zillmann   |
| Samir                             | James Cusati-Moyer | Maik Rogge        |
| Der Zauberer Shazam               | Djimon Hounsou     | Tilo Schmitz      |
| Amanda Waller                     | Viola Davis        | Martina Treger    |
| Clark Kent / Superman             | Henry Cavill       | Alexander Doering |

## Rezeption

### Kritiken
Allgemein erhielt der Film gemischte Kritiken, wobei hauptsächlich die schauspielerischen Leistungen von Johnson und Brosnan sowie die Action hervorgehoben wurden, während viele den Bösewicht und Teile der Handlung als kritisch erachteten. Auf Rotten Tomatoes wird der Film bisher basierend auf 248 gelisteten Kritiken mit 40 % Zustimmung bewertet, bei einer Durchschnittswertung von 5.10/10. Vom Publikum wird er deutlich positiver bewertet, bei einer Zustimmung von 90 %. Bei Metacritic erreichte er einen Metascore von 41 von 100 möglichen Punkten, basierend auf 50 gelisteten Kritiken. Auch hier ist die Zuschauerwertung positiver, bei einer Wertung von 7,7 von 10 möglichen Punkten, basierend auf 404 erfassten Kritiken.

### Einspielergebnis
Laut Box Office Mojo konnte der Film bis zum 15. März 2023 weltweit 392,9 Millionen US-Dollar einspielen, wovon 168,2 Millionen in den USA sowie Kanada und 224,8 Millionen in anderen Ländern erzielt wurden. Am Eröffnungswochenende konnte Black Adam allein 67 Millionen US-Dollar verzeichnen, davon 26,7 Millionen am ersten Tag; dabei konnte er die Eröffnungseinnahmen von Shazam übertreffen, der am ersten Tag 20,4 Millionen einspielte.

### Auszeichnungen
Irish Film & Television Awards 2023
- Nominierung als Bester Nebendarsteller (Pierce Brosnan)[28]

NAACP Image Awards 2023
- Nominierung als Bester Nebendarsteller (Aldis Hodge)[29]

Nickelodeon Kids’ Choice Awards 2023
- Auszeichnung als Bester Schauspieler (Dwayne Johnson)
- Nominierung als Bester Film[30]

VES Awards 2023
- Nominierung für die Besten Spezialeffekte in einem fotorealistischen Spielfilm[31]

## Fortsetzung
Bereits 2015 zeigte Hauptdarsteller Johnson Interesse an einem Kampf zwischen Black Adam und Superman. Kurz vor dem US-Start des Films bestätigten die Produzenten Hiram Garcia und Beau Flynn, dass man bereits an einer Fortsetzung arbeite, in der Johnson zurückkehren soll. Zudem erklärte Cavill am 24. Oktober 2022, sein Kurzauftritt am Ende des Films sei ein „sehr kleiner Vorgeschmack auf das, was noch kommt“.